# Eloi (futebolista)
Francisco Chagas Eloi (Andradina, 17 de fevereiro de 1955) é um ex-futebolista brasileiro e atual treinador de futebol.

## Carreira

### Jogador
Eloi começou sua carreira no modesto Juventus, onde atuou por 2 anos. Posteriormente, atuou na Portuguesa e Inter de Limeira, onde fez bom Paulistão em 1980. Foi Bola de Prata do Brasileiro de 81 pelo clube do interior. Pelo clube, fez 101 jogos e marcou 26 gols.
Acertou com o Santos em 1981, onde em junho, disputou o Mundialito de Clubes em Milão, onde marcou um gol sobre o Milan em San Siro, e foi um dos principais nomes do vice-campeonato do Alvinegro Praiano.
Em 83, no Cruzeiro, permaneceu apenas três meses, até ser negociado com o America do Rio, onde obteve grande destaque. Pelo clube carioca, foi Campeão dos Campeões, em 1982 em cima do Guarani e, também naquele mesmo ano, foi fundamental para a conquista da primeira edição da Taça Rio, o segundo turno do Campeonato Carioca.
Em seguida continuou a ter grandes atuações no Vasco da Gama, seguindo para a Itália em agosto de 83 para jogar pelo Genoa, pelo qual fez uma de suas piores temporadas, sendo rebaixado na temporada 1983-84 e 6º lugar na Serie B no ano seguinte. Retornando ao Brasil, defendeu o Botafogo. 
Voltaria a jogar com sucesso na Europa pelo Porto, no qual ficou duas temporadas, entre 1985 e 1987, e foi campeão nacional, venceu uma Supertaça de Portugal e participou da campanha até à final da Taça dos Campeões Europeus. Poderia ter disputado a final da competição máxima do Velho Continente, mas, rescindiu o contrato com o Porto. Assim, em dois anos no clube, Elói, pouco foi titular, fez 28 partidas oficiais e 12 gols.
Ainda em terras lusitanas, um ano depois, integrou o Boavista.
Elói passou mais de dois anos sem entrar em campo quando foi recuperado pelo Fluminense, em 1992. Ainda fez parte dos elencos de Fluminense, Fortaleza e Ceará. Com o Ceará, participou da campanha do vice-campeonato da Copa do Brasil, em 1994, aos 39 anos.
Passou pelo Campo Grande, até encerrar a carreira de jogador, no Nacional de Manaus.

### Treinador
No início da década de 2000 iniciou a função de treinador de futebol, no Rubro Social e depois no America do Rio.

## Títulos
America
- Torneio dos Campeões 1982
- Taça Rio de 1982

Porto
- Campeonato Português: 1985-86
- Liga dos Campeões da Europa: 1986-87